# Erik Nyberg
Erik Nyberg (* 20. Dezember 1996) ist ein deutscher Basketballspieler.

## Laufbahn
Als Heranwachsender spielte Nyberg Basketball beim Nachwuchs der Eisbären Bremerhaven sowie deren Kooperationsverein BSG Bremerhaven. Für die BSG-Herren erzielte der Aufbauspieler in der Saison 2014/15 in der 2. Regionalliga 11,6 Punkte je Begegnung.
Nyberg bestand sein Abitur am Lloyd Gymnasium in Bremerhaven, anschließend verbrachte er als Student und Basketballspieler zwei Jahre am Clarendon College im US-Bundesstaat Texas. In der Saison 2015/16 brachte er es in 22 Spielen in der NJCAA auf einen Punkteschnitt von 1,7 pro Einsatz, 2016/17 waren es für die Hochschulmannschaft in 27 Spielen im Schnitt 4,3 Punkte.
Im August 2017 wurde er von den Itzehoe Eagles (2. Bundesliga ProB) verpflichtet. In der Saison 2019/20 schloss er mit der Mannschaft die Hauptrunde in der Nordstaffel der 2. Bundesliga ProB als Tabellenführer ab, 2021 gelang ihm mit Itzehoe der Aufstieg in die 2. Bundesliga ProA. Nyberg erzielte in der Aufstiegssaison im Schnitt 6,3 Punkte je Begegnung. Nyberg, der beruflich als Physiotherapeut tätig wurde, wirkte nach dem Aufstieg in die zweithöchste deutsche Spielklasse Ende September 2021 im ersten ProA-Spiel der Itzehoer Vereinsgeschichte mit, der Sieg über Ehingen/Urspring war gleichzeitig sein erster Einsatz in dieser Liga. 2022 stieg er mit der Mannschaft wieder aus der 2. Bundesliga ProA ab. Er wurde in Itzehoe Mannschaftskapitän. In der Saison 2023/24 erreichte er mit 12,3 Punkten je Begegnung den Höchstwert seiner Itzehoer Zeit.
Im Sommer 2025 verließ Nyberg die Norddeutschen und wechselte zum Ligakonkurrenten EN Baskets Schwelm.